# Prometeuszek gruziński
Prometeuszek gruziński (Prometheomys schaposchnikowi) – gatunek ssaka z podrodziny karczowników (Arvicolinae) w obrębie rodziny chomikowatych (Cricetidae).

## Zasięg występowania
Prometeuszek gruziński występuje w Kaukazie Północnym w Rosji (Adygeja, Karaczajo-Czerkiesja, Kabardo-Bałkaria i Osetia Północna), Gruzji i północno-wschodniej Turcji.

## Taksonomia
Gatunek po raz pierwszy zgodnie z zasadami nazewnictwa binominalnego opisał w 1901 roku rosyjski zoolog Konstantin Aleksiejewicz Satunin nadając mu nazwę Prometheomys schaposchnikowi. Holotyp pochodził z. Jedyny przedstawiciel rodzaju prometeuszek (Prometheomys) który opisał w 1901 roku również Satunin.
P. schaposchnikowi ma wiele cech pierwotnych i jest filogenetycznie izolowany wśród norników i lemingów. Rodzaj ten może leżeć u podstawy Arvicolinae. Epitet gatunkowy jest często błędnie pisana jako schaposchnikovi. Autorzy Illustrated Checklist of the Mammals of the World uznają ten takson za gatunek monotypowy.

### Etymologia
- Prometheomys: w mitologii greckiej Prometeusz (gr. Προμηθευς Promētheus, łac. Prometheus) był jednym z tytanów; gr. μυς mus, μυος muos „mysz”[7].
- schaposchnikowi: Christofor Georgiewicz Szaposznikow (ros. Христофор Георгиевич Шапошников) (1872–1938), rosyjski entomolog i znawca leśnictwa[8].

## Morfologia
Długość ciała (bez ogona) 126–165 mm, długość ogona 36–58 mm; masa ciała 59,5–87,8 g (samce są nieco większe i cięższe od samic).